# Landkreis Aue-Schwarzenberg
Der Landkreis Aue-Schwarzenberg er en landkreis i den sydvestlige del af den tyske delstat Sachsen. Nabokreise er mod nord Landkreis Zwickauer Land og Landkreis Stollberg,  mod øst Landkreis Annaberg, mod syd det tjekkiske Verwaltungsbezirk Karlsbad (Karlovarský kraj) og mod vest Vogtlandkreis.

## Geografi
Landkreis Aue-Schwarzenberg ligger i den vestlige del af de sachsiske  Erzgebirges. Det højeste punkt er det 1019 m høje Auersberg mellem Eibenstock og Johanngeorgenstadt. Største flod er Zwickauer Mulde, som løber gennem området fra syd mod nord, og passerer gennem landkreisens administrationsby Aue.
Som et led i en ny  forvaltningsreform i Sachsen, sluttes landkreisene  Annaberg, Aue-Schwarzenberg, Mittlerer Erzgebirgskreis og Stollberg, formentlig  1. august 2008, sammen, til den nye Erzgebirgskreis.

## Byer og kommuner
(Indbyggertal pr. 31. december 2006)
| Byer 1. Aue (18.209) 2. Eibenstock (6.440) 3. Grünhain-Beierfeld (6.603) 4. Johanngeorgenstadt (5.199) 5. Lauter (4.927) 6. Lößnitz (10.184) 7. Schneeberg (16.380) 8. Schwarzenberg , Große Kreisstadt (19.474) | Kommuner 1. Bad Schlema (5.451) 2. Bernsbach (4.562) 3. Bockau (2.600) 4. Breitenbrunn (6.337) 5. Raschau-Markersbach (ca. 5800) 6. Schönheide (5.283) 7. Sosa (2.137) 8. Stützengrün (3.771) 9. Zschorlau (5.847) |

Administrative samarbejder 
- Verwaltungsgemeinschaft Eibenstock mellem byen Eibenstock og kommunen Sosa
- Verwaltungsgemeinschaft Zschorlau mellem kommunerne Bockau und Zschorlau